# Galeras (kommun)
Galeras är en kommun i Colombia.   Den ligger i departementet Sucre, i den norra delen av landet, 500 km norr om huvudstaden Bogotá. Antalet invånare är 17 297.